# HSBC Private Bank (Suisse)
Die HSBC Private Bank (Suisse) SA ist eine auf Vermögensverwaltung spezialisierte Schweizer Bank mit Sitz in Genf. Sie ist eine Tochtergesellschaft der britischen HSBC und entstand 2001 durch die Reorganisation der Schweizer Private Banking Aktivitäten der HSBC. Die HSBC steht im Verdacht, über Jahre erfolgreich in der Geldwäscherei tätig gewesen zu sein. Dies ergaben Ermittlungen der Eidgenössischen Finanzmarktaufsicht (Finma).

## Gründung
Ende 1999 verkaufte Edmond Safra seine Gesellschaften an die HSBC. Der Kundenstamm seiner Republic National Bank of New York wurde in die neu gegründete Privatbank HSBC Republic überführt. Seit 2004 firmiert diese als HSBC Private Bank.

## Eckdaten
Die HSBC Private Bank (Suisse) SA ist hauptsächlich in der Vermögensverwaltung für private und institutionelle Investoren tätig sowie im Kreditgeschäft. Ende 2018 belief sich die Bilanzsumme auf 11,817 Milliarden Schweizer Franken, die verwalteten Vermögen auf 52,739 Milliarden Franken. Das Unternehmen beschäftigt 2'469 Mitarbeiter und erwirtschaftete 2018 einen Reinverlust von 77 Millionen Franken. Die Bank ist, neben dem Hauptsitz in Genf, in Zürich, Lugano, Guernsey, Hongkong, Singapur, Nassau (Bahamas) und seit 2010 auch in Gstaad vertreten.
Auf den 31. März 2009 wurde die ebenfalls zur HSBC-Gruppe gehörende, aber bislang eigenständig geführte HSBC Guyerzeller Bank in die HSBC Private Bank (Suisse) integriert.

## Kritik
Die französische Justiz wirft der HSBC Private Bank systematischen Steuerbetrug zugunsten rund 3.000 französischer Kunden vor. Dadurch seien dem französischen Staat mehr als vier Milliarden Euro an Steuereinnahmen entgangen, so Christian Eckert, Leiter des Finanzausschusses der französischen Nationalversammlung. Der Bank wird vorgeworfen, mittels eines weltweiten Netzes von Scheinfirmen Vermögen und Kapitalerträge französischer und belgischer Kunden verschleiert und Geldwäsche betrieben zu haben.
Die Affäre kam ins Rollen, als 2009 der Angestellte Hervé Falciani eine Liste mit Namen französischer Kunden an die französische Justiz übergab. 2013 eröffnete die französische Justiz anhand dieser Daten ein Verfahren gegen die Bank wegen „Steuerbetrugs, Geldwäsche in Gestalt einer organisierten Bande und unlauterer Bankgeschäfte“. Christian Eckert bestätigte 2013 die Echtheit der Liste von Hervé Falciani.